# Saison 2018-2019 de Manchester United
Maillots
Chronologie
Saison précédente Saison suivante
La saison 2018-2019 du Manchester United Football Club est la 27e saison du club en Premier League, et sa 44e saison consécutive dans la première division du football anglais.

## Avant-saison
Pendant la période de repos à l'inter-saison, plusieurs joueurs participent à la Coupe du monde (l'Espagnol David de Gea, le Suédois Victor Lindelöf, l'Argentin Marcos Rojo, le Français Paul Pogba, le Serbe Nemanja Matić, les Belges Romelu Lukaku et Marouane Fellaini et les Anglais Phil Jones, Jesse Lingard, Ashley Young et Marcus Rashford).
Le club mancunien dispute l'International Champions Cup pour la cinquième fois après 2014, 2015, 2016 et 2017, avec cinq rencontres aux États-Unis et une en Allemagne pour conclure.

## Transferts

### Transferts estivaux
Pendant ce mercato, Mourinho a fait l'achat de Fred pour 59 millions d'euros et l'achat de Diogo Dalot pour 22 millions d'euros. Mais Michael Carrick prend sa retraite et Daley Blind sera transféré vers l'Ajax Amsterdam. Carrick deviendra ensuite entraîneur adjoint d'Ole Gunnar Solskjær.
| Nom                       | Nationalité   | Poste     | Transfert                       | Provenance/Destination | Division             |
| ------------------------- | ------------- | --------- | ------------------------------- | ---------------------- | -------------------- |
| Arrivées                  |               |           |                                 |                        |                      |
| Fred                      | Brésil        | Milieu    | Transfert (59 millions d'euros) | Chakhtar Donetsk       | Premier-Liha         |
| Diogo Dalot               | Portugal      | Défenseur | Transfert (22 millions d'euros) | FC Porto               | Liga NOS             |
| Lee Grant                 | Angleterre    | Gardien   | Transfert                       | Stoke City             | Premier League       |
| Sam Johnstone             | Angleterre    | Gardien   | Retour de prêt                  | Aston Villa            | Championship         |
| Timothy Fosu-Mensah       | Pays-Bas      | Défenseur | Retour de prêt                  | Crystal Palace         | Premier League       |
| Axel Tuanzebe             | Angleterre    | Défenseur | Retour de prêt                  | Aston Villa            | Championship         |
| Andreas Pereira           | Brésil        | Milieu    | Retour de prêt                  | Valence CF             | Liga                 |
| James Wilson              | Angleterre    | Attaquant | Retour de prêt                  | Sheffield United       | Championship         |
| Départs                   |               |           |                                 |                        |                      |
| Michael Carrick           | Angleterre    | Milieu    | Retraite                        | Retraite               | Retraite             |
| Daley Blind               | Pays-Bas      | Défenseur | Transfert (16 millions d'euros) | Ajax Amsterdam         | Eredivisie           |
| Sam Johnstone             | Angleterre    | Gardien   | Transfert                       | West Bromwich Albion   | Championship         |
| Cameron Borthwick-Jackson | Angleterre    | Défenseur | Prêt                            | Scunthorpe United      | League One           |
| Joel Pereira              | Portugal      | Gardien   | Prêt                            | Vitória Futebol        | Liga NOS             |
| Axel Tuanzebe             | Angleterre    | Défenseur | Prêt                            | Aston Villa            | Championship         |
| Dean Henderson            | Angleterre    | Gardien   | Prêt                            | Sheffield United       | Championship         |
| Kieran O'Hara             | Côte d'Ivoire | Gardien   | Prêt                            | Macclesfield Town      | League Two           |
| Timothy Fosu-Mensah       | Pays-Bas      | Défenseur | Prêt                            | Fulham FC              | Premier League       |
| Matty Willock             | Angleterre    | Milieu    | Prêt                            | Saint Mirren           | Scottish Premiership |
| James Wilson              | Angleterre    | Attaquant | Prêt                            | Aberdeen FC            | Scottish Premiership |

### Transferts hivernaux
| Nom               | Nationalité | Poste  | Transfert                       | Provenance/Destination  | Division             |
| ----------------- | ----------- | ------ | ------------------------------- | ----------------------- | -------------------- |
| Départ            |             |        |                                 |                         |                      |
| Marouane Fellaini | Belgique    | Milieu | Transfert (10 millions d'euros) | Shandong Luneng Taishan | Chinese Super League |

## Compétitions
| Premier League      | Ligue des champions                            | FA Cup                                   | League Cup                                                |
| ------------------- | ---------------------------------------------- | ---------------------------------------- | --------------------------------------------------------- |
| 6e place 66 points  | 1/4 de finale face au FC Barcelone (0-1 / 3-0) | 1/4 de finale face à Wolverhampton (2-1) | Seizièmes de finale face à Derby County (2) (2-2, 7-8tab) |
| 19V 9N 10D          | 4V 1N 5D                                       | 3V 0N 1D                                 | 0V 1N 0D                                                  |
| TOTAL : 26V 11N 16D |                                                |                                          |                                                           |

### Classement
| Rang | Équipe                    | Pts | J  | G  | N | P  | Bp | Bc | Diff | Qualification ou relégation                                             |
| ---- | ------------------------- | --- | -- | -- | - | -- | -- | -- | ---- | ----------------------------------------------------------------------- |
| 4    | Tottenham Hotspur         | 71  | 38 | 23 | 2 | 13 | 67 | 39 | +28  | Qualification pour la phase de groupes de la Ligue des champions        |
| 5    | Arsenal FC                | 70  | 38 | 21 | 7 | 10 | 73 | 51 | +22  | Qualification pour la phase de groupes de la Ligue Europa               |
| 6    | Manchester United         | 66  | 38 | 19 | 9 | 10 | 65 | 54 | +11  | Qualification pour la phase de groupes de la Ligue Europa               |
| 7    | Wolverhampton Wanderers P | 57  | 38 | 16 | 9 | 13 | 47 | 46 | +1   | Qualification pour le deuxième tour de qualification de la Ligue Europa |
| 8    | Everton FC                | 54  | 38 | 15 | 9 | 14 | 54 | 46 | +8   |                                                                         |

#### Évolution du classement et des résultats
| Journée  | 1 | 2 | 3  | 4  | 5 | 6 | 7  | 8 | 9  | 10 | 11 | 12 | 13 | 14 | 15 | 16 | 17 | 18 | 19 | 20 | 21 | 22 | 23 | 24 | 25 | 26 | 27 | 28 | 29 | 30 | 32 | 33 | 34 | 35 | 31 | 36 | 37 | 38 | Journées en tête |
| -------- | - | - | -- | -- | - | - | -- | - | -- | -- | -- | -- | -- | -- | -- | -- | -- | -- | -- | -- | -- | -- | -- | -- | -- | -- | -- | -- | -- | -- | -- | -- | -- | -- | -- | -- | -- | -- | ---------------- |
| Rang     | 7 | 9 | 13 | 10 | 8 | 7 | 10 | 8 | 10 | 8  | 7  | 8  | 7  | 8  | 8  | 6  | 6  | 6  | 6  | 6  | 6  | 6  | 6  | 6  | 5  | 4  | 5  | 5  | 4  | 5  | 5  | 6  | 6  | 6  | 6  | 6  | 6  | 6  | 0                |
| Résultat | V | D | D  | V  | V | N | D  | V | N  | V  | V  | D  | N  | N  | N  | V  | D  | V  | V  | V  | V  | V  | V  | N  | V  | V  | N  | V  | V  | D  | V  | D  | V  | D  | D  | N  | N  | D  | -                |

### Ligue des champions
| Rang | Équipe            | Pts | J | G | N | P | Bp | Bc | Diff |  | Résultats (▼ dom., ► ext.) |     |     |     |     |
| ---- | ----------------- | --- | - | - | - | - | -- | -- | ---- |  | -------------------------- | --- | --- | --- | --- |
| 1    | Juventus FC       | 12  | 6 | 4 | 0 | 2 | 9  | 4  | +5   |  | Juventus FC                |     | 1-2 | 1-0 | 3-0 |
| 2    | Manchester United | 10  | 6 | 3 | 1 | 2 | 7  | 4  | +3   |  | Manchester United          | 0-1 |     | 0-0 | 1-0 |
| 3    | Valence CF        | 8   | 6 | 2 | 2 | 2 | 6  | 6  | 0    |  | Valence CF                 | 0-2 | 2-1 |     | 3-1 |
| 4    | BSC Young Boys    | 4   | 6 | 1 | 1 | 4 | 4  | 12 | -8   |  | BSC Young Boys             | 2-1 | 0-3 | 1-1 |     |

## Statistiques

### Statistiques collectives
| Compétition         | Débute au tour           | Termine        | Matches joués | Gagnés | Nuls | Perdus | Buts pour | Buts contre | Différence |
| ------------------- | ------------------------ | -------------- | ------------- | ------ | ---- | ------ | --------- | ----------- | ---------- |
| Premier League      | -                        | 6e             | 38            | 19     | 9    | 10     | 65        | 54          | +11        |
| Coupe d'Angleterre  | 3e tour (1/32 de finale) | 1/4 de finale  | 4             | 3      | 0    | 1      | 8         | 3           | +5         |
| Coupe de la Ligue   | 1/16 de finale           | 1/16 de finale | 1             | 0      | 1    | 0      | 2         | 2           | 0          |
| Ligue des champions | Phase de groupes         | 1/4 de finale  | 10            | 4      | 1    | 5      | 10        | 13          | -3         |
| Total               | Total                    | Total          | 53            | 26     | 11   | 16     | 85        | 72          | +13        |

### Statistiques individuelles
| N  | P | Nat.                        | Nom                 | Premier League | Premier League | Premier League | Premier League | FA Cup | FA Cup      | FA Cup | FA Cup       | League Cup | League Cup  | League Cup | League Cup   | Ligue des Champions | Ligue des Champions | Ligue des Champions | Ligue des Champions | Total | Total       | Total  | Total        |
| N  | P | Nat.                        | Nom                 | MJ             | But inscrit    | Averti         | Carton rouge   | MJ     | But inscrit | Averti | Carton rouge | MJ         | But inscrit | Averti     | Carton rouge | MJ                  | But inscrit         | Averti              | Carton rouge        | MJ    | But inscrit | Averti | Carton rouge |
| -- | - | --------------------------- | ------------------- | -------------- | -------------- | -------------- | -------------- | ------ | ----------- | ------ | ------------ | ---------- | ----------- | ---------- | ------------ | ------------------- | ------------------- | ------------------- | ------------------- | ----- | ----------- | ------ | ------------ |
| 1  | G | Drapeau de l'Espagne        | David de Gea        | 38             | 0              | 1              | 0              | 0      | 0           | 0      | 0            | 0          | 0           | 0          | 0            | 9                   | 0                   | 0                   | 0                   | 47    | 0           | 1      | 0            |
| 13 | G | Drapeau de l'Angleterre     | Lee Grant           | 0              | 0              | 0              | 0              | 0      | 0           | 0      | 0            | 1          | 0           | 0          | 0            | 0                   | 0                   | 0                   | 0                   | 1     | 0           | 0      | 0            |
| 22 | G |                             | Sergio Romero       | 0              | 0              | 0              | 0              | 4      | 0           | 0      | 0            | 1          | 0           | 0          | 1            | 1                   | 0                   | 0                   | 0                   | 6     | 0           | 0      | 1            |
| 2  | D | Drapeau de la Suède         | Victor Lindelöf     | 30             | 1              | 1              | 0              | 3      | 0           | 1      | 0            | 0          | 0           | 0          | 0            | 7                   | 0                   | 1                   | 0                   | 40    | 1           | 3      | 0            |
| 3  | D | Drapeau de la Côte d'Ivoire | Éric Bailly         | 12             | 0              | 0              | 1              | 1      | 0           | 0      | 0            | 1          | 0           | 0          | 0            | 4                   | 0                   | 1                   | 0                   | 18    | 0           | 1      | 1            |
| 4  | D | Drapeau de l'Angleterre     | Phil Jones          | 18             | 0              | 1              | 0              | 2      | 0           | 0      | 0            | 1          | 0           | 0          | 0            | 3                   | 0                   | 0                   | 0                   | 23    | 0           | 1      | 0            |
| 16 | D |                             | Marcos Rojo         | 5              | 0              | 2              | 0              | 0      | 0           | 0      | 0            | 0          | 0           | 0          | 0            | 1                   | 0                   | 0                   | 0                   | 6     | 0           | 2      | 0            |
| 12 | D | Drapeau de l'Angleterre     | Chris Smalling      | 25             | 1              | 1              | 0              | 2      | 0           | 0      | 0            | 0          | 0           | 0          | 0            | 8                   | 0                   | 1                   | 0                   | 35    | 1           | 2      | 0            |
| 18 | D | Drapeau de l'Angleterre     | Ashley Young        | 29             | 1              | 10             | 1              | 3      | 0           | 2      | 0            | 1          | 0           | 0          | 0            | 7                   | 0                   | 2                   | 0                   | 41    | 1           | 14     | 1            |
| 20 | D |                             | Diogo Dalot         | 16             | 0              | 3              | 0              | 2      | 0           | 1      | 0            | 1          | 0           | 0          | 0            | 4                   | 0                   | 0                   | 0                   | 23    | 0           | 4      | 0            |
| 23 | D | Drapeau de l'Angleterre     | Luke Shaw           | 29             | 1              | 11             | 0              | 3      | 0           | 0      | 0            | 0          | 0           | 0          | 0            | 8                   | 0                   | 3                   | 0                   | 40    | 1           | 14     | 0            |
| 24 | D | Drapeau des Pays-Bas        | Timothy Fosu-Mensah | 0              | 0              | 0              | 0              | 0      | 0           | 0      | 0            | 0          | 0           | 0          | 0            | 0                   | 0                   | 0                   | 0                   | 0     | 0           | 0      | 0            |
| 25 | D | Drapeau de l'Équateur       | Antonio Valencia    | 6              | 0              | 1              | 0              | 0      | 0           | 0      | 0            | 0          | 0           | 0          | 0            | 3                   | 0                   | 2                   | 0                   | 9     | 0           | 3      | 0            |
| 36 | D |                             | Matteo Darmian      | 6              | 0              | 0              | 0              | 1      | 0           | 0      | 0            | 0          | 0           | 0          | 0            | 0                   | 0                   | 0                   | 0                   | 7     | 0           | 0      | 0            |
| 6  | M |                             | Paul Pogba          | 35             | 13             | 6              | 0              | 3      | 1           | 0      | 0            | 0          | 0           | 0          | 0            | 9                   | 2                   | 2                   | 1                   | 47    | 16          | 8      | 1            |
| 8  | M |                             | Juan Mata           | 22             | 3              | 3              | 0              | 3      | 1           | 0      | 0            | 1          | 1           | 0          | 0            | 6                   | 1                   | 0                   | 0                   | 32    | 6           | 3      | 0            |
| 14 | M | Drapeau de l'Angleterre     | Jesse Lingard       | 27             | 4              | 3              | 0              | 2      | 1           | 1      | 0            | 1          | 0           | 1          | 0            | 6                   | 0                   | 1                   | 0                   | 36    | 5           | 6      | 0            |
| 15 | M |                             | Andreas Pereira     | 15             | 1              | 5              | 0              | 3      | 0           | 0      | 0            | 0          | 0           | 0          | 0            | 4                   | 0                   | 0                   | 0                   | 22    | 1           | 5      | 0            |
| 17 | M |                             | Fred                | 17             | 1              | 2              | 0              | 1      | 0           | 0      | 0            | 1          | 0           | 0          | 0            | 6                   | 0                   | 1                   | 0                   | 25    | 1           | 3      | 0            |
| 21 | M |                             | Ander Herrera       | 22             | 2              | 4              | 0              | 3      | 1           | 1      | 0            | 1          | 0           | 0          | 0            | 2                   | 0                   | 2                   | 0                   | 28    | 3           | 7      | 0            |
| 27 | M |                             | Marouane Fellaini   | 12             | 0              | 1              | 0              | 1      | 0           | 0      | 0            | 1          | 1           | 0          | 0            | 5                   | 1                   | 0                   | 0                   | 19    | 1           | 1      | 0            |
| 31 | M |                             | Nemanja Matić       | 28             | 1              | 8              | 1              | 3      | 0           | 2      | 0            | 1          | 0           | 1          | 0            | 5                   | 0                   | 2                   | 0                   | 37    | 1           | 13     | 1            |
| 37 | M | Drapeau de l'Angleterre     | James Garner        | 1              | 0              | 0              | 0              | 0      | 0           | 0      | 0            | 0          | 0           | 0          | 0            | 0                   | 0                   | 0                   | 0                   | 1     | 0           | 0      | 0            |
| 39 | M |                             | Scott McTominay     | 16             | 2              | 1              | 0              | 3      | 0           | 0      | 0            | 0          | 0           | 0          | 0            | 3                   | 0                   | 0                   | 0                   | 22    | 2           | 1      | 0            |
| 47 | M | Drapeau de l'Angleterre     | Angel Gomes         | 2              | 0              | 0              | 0              | 0      | 0           | 0      | 0            | 0          | 0           | 0          | 0            | 0                   | 0                   | 0                   | 0                   | 2     | 0           | 0      | 0            |
| 48 | M | Drapeau de l'Angleterre     | Ethan Hamilton      | 0              | 0              | 0              | 0              | 0      | 0           | 0      | 0            | 0          | 0           | 0          | 0            | 0                   | 0                   | 0                   | 0                   | 0     | 0           | 0      | 0            |
| 7  | A |                             | Alexis Sánchez      | 20             | 1              | 3              | 0              | 3      | 1           | 0      | 0            | 0          | 0           | 0          | 0            | 4                   | 0                   | 0                   | 0                   | 27    | 2           | 3      | 0            |
| 9  | A |                             | Romelu Lukaku       | 32             | 12             | 4              | 0              | 3      | 1           | 0      | 0            | 1          | 0           | 0          | 0            | 9                   | 2                   | 1                   | 0                   | 45    | 15          | 5      | 0            |
| 11 | A |                             | Anthony Martial     | 27             | 10             | 2              | 0              | 2      | 1           | 0      | 0            | 1          | 0           | 0          | 0            | 8                   | 1                   | 1                   | 0                   | 38    | 12          | 3      | 0            |
| 10 | A | Drapeau de l'Angleterre     | Marcus Rashford     | 33             | 10             | 4              | 0              | 4      | 1           | 2      | 0            | 0          | 0           | 0          | 0            | 10                  | 2                   | 1                   | 0                   | 47    | 13          | 7      | 0            |
| 44 | A |                             | Tahith Chong        | 2              | 0              | 0              | 0              | 1      | 0           | 1      | 0            | 0          | 0           | 0          | 0            | 1                   | 0                   | 0                   | 0                   | 4     | 0           | 1      | 0            |
| 54 | A | Drapeau de l'Angleterre     | Mason Greenwood     | 3              | 0              | 0              | 0              | 0      | 0           | 0      | 0            | 0          | 0           | 0          | 0            | 1                   | 0                   | 0                   | 0                   | 4     | 0           | 0      | 0            |

### Récompenses et distinctions
Chaque mois, les internautes votent sur le site du club pour élire, parmi trois propositions, le meilleur joueur de l'équipe.
| Mois      | Premier         | %   | Deuxième        | %   | Troisième         | %   |
| --------- | --------------- | --- | --------------- | --- | ----------------- | --- |
| Août      | Luke Shaw       | -   | Fred            | -   | Paul Pogba        | -   |
| Septembre | Luke Shaw       | 40% | David de Gea    | 37% | Marouane Fellaini | 23% |
| Octobre   | Anthony Martial | 76% | Victor Lindelöf | 16% | Paul Pogba        | 8%  |
| Novembre  | Victor Lindelöf | 44% | David de Gea    | 26% | Anthony Martial   | 26% |
| Décembre  | Paul Pogba      | 66% | Marcus Rashford | 28% | Jesse Lingard     | 6%  |
| Janvier   | Marcus Rashford | 38% | Paul Pogba      | 36% | Victor Lindelöf   | 26% |
| Février   | Ander Herrera   | 40% | Paul Pogba      | 35% | Victor Lindelöf   | 25% |
| Mars      | Luke Shaw       | 43% | Marcus Rashford | 32% | Romelu Lukaku     | 25% |
| Avril     | Scott McTominay | 40% | Luke Shaw       | 35% | Victor Lindelöf   | 25% |

- Joueur de l'année (trophée Sir Matt Busby) :  Luke Shaw[10]
- Joueur de l'année selon les joueurs :  Luke Shaw[11]
- Plus beau but de la saison :  Andreas Pereira[12]

- Joueur(s) élu(s) joueur du mois en Premier League :  Marcus Rashford (janvier 2019)
- Membre(s) du club dans l'équipe-type de la saison en Premier League :  Paul Pogba